# Le comte Kostia
Le comte Kostia er en fransk stumfilm fra 1925 instrueret af Jacques Robert.

## Medvirkende
- Genica Athanasiou som Stéphane
- Louise Barthe
- Pierre Daltour som Gilbert de Saville
- Claire Darcas som Kostia
- Henri Desmarets som Ivan
- Milton J. Fahrney
- Robby Guichard